# Vsevolod Setschkareff
Vsevolod Setschkareff (ursprünglich Всеволод Михайлович Сечкарёв/Wsewolod Michailowitsch Setschkarjow, auch Vsevolod Sechkarev; * 8. April 1914 in Charkow; † 1. Dezember 1998 in Belmont (Massachusetts)) war ein in Deutschland und den USA tätiger Slawist.
Setschkareff, der Sohn eines russischen Vaters und einer deutschen Mutter, kam mit der Mutter 1925 nach Deutschland und studierte ab 1934 Slawistik, Anglistik und Philosophie an der Universität Berlin. 1938 promovierte er dort bei Max Vasmer über Schelling in Russland und wurde Lektor für Russisch. Im Zweiten Weltkrieg arbeitete er als Heeresübersetzer für das Serbokroatische im Reichsluftfahrtministerium, von November 1944 bis April arbeitete er als Assistent an der Universität Graz.
Nach Kriegsende lebte er zunächst in Bayern und arbeitete als Dolmetscher und Englischlehrer. Im April 1947 übernahm er einen Lehrauftrag für slawische Sprachen an der Universität Bonn, wo er sich im Februar 1948 mit einer Arbeit über die Dichtungen des kroatischen Dichters Ivan Gundulić habilitierte (Die Dichtungen Gundulićs und ihr poetischer Stil, ein Beitrag zur Erforschung des literarischen Barock, Bonn Athenäum, 1952 ). 1950 wurde er außerplanmäßiger Professor für Slawistik an der Universität Bonn, 1952–53 vertrat er außerdem den neu eingerichteten Lehrstuhl für Slawistik an der Universität zu Köln. Im Frühjahr 1953 wurde er zum ordentlichen Professor für Slawistik an der Universität Hamburg berufen. Von dort ging er im Herbst 1957 nach Harvard, wo er bis zu seiner Pensionierung tätig war.
Setschkareffs Schwerpunkt lag auf der Erforschung der klassischen russischen Literatur des 19. und 20. Jahrhunderts.

## Werk (Auswahl)
- Geschichte der russischen Literatur im Überblick. 163 Seiten, Athenäum, Bonn 1949
- N. V. Gogol. Leben und Schaffen. 192 Seiten. Verlag Otto Harrassowitz, Wiesbaden 1953
- N. S. Leskov. Sein Leben und sein Werk. 170 Seiten. Verlag Otto Harrassowitz, Wiesbaden 1959
- Alexander Puschkin. Sein Leben und sein Werk. 204 Seiten. Verlag Otto Harrassowitz, Wiesbaden 1963
- Ivan Goncharov. His life and his works. 339 Seiten. Jal-Verlag, Würzburg 1974. (= Colloquium Slavicum; 4) ISBN 3-7778-0091-0